# 웨이슨 선택 과제
웨이슨 선택 과제 (또는 포카드 문제)는 1966년 피터 웨이슨 이 고안한 논리 퍼즐이다. 그것은 연역적 추론 연구에서 가장 유명한 작업 중 하나이다. 퍼즐의 예는 다음과 같다.
테이블 위에 놓인 4개의 카드 세트가 표시되며, 각 카드의 한쪽에는 번호가 있고 다른 쪽에는 색상이 있는 패치가 표시된다. 카드의 보이는 면은 3, 8, 빨간색과 갈색을 보여준다. 카드가 한 면에 짝수 번호를 표시하면 반대 면이 빨간색이라는 명제의 진실성을 테스트하기 위해 어떤 카드를 뒤집어야 하는가?
반전할 필요가 없는 카드를 식별하거나 반전해야 하는 카드를 식별하지 못하는 응답은 올바르지 않다. 원래 과제는 숫자(짝수, 홀수)와 문자(모음, 자음)를 다루었다.
이 테스트는 사람들이 대부분의 시나리오에서 해결하는 데 어려움을 겪지만 일반적으로 특정 상황에서는 올바르게 해결할 수 있기 때문에 특히 중요하다. 특히 연구자들은 상상의 맥락이 사회적 규칙을 단속할 때 퍼즐이 쉽게 풀린다는 것을 발견했다.

## 해결책
정답은 8번 카드와 갈색 카드를 뒤집는 것이다.
규칙은 "카드의 한쪽 면에 짝수가 표시 되면 반대쪽 면은 빨간색이다."였다. 한 면에 짝수가 있고 다른 면에 빨간색이 아닌 다른 숫자가 있는 카드만 이 규칙을 무효화할 수 있다.
여기서 문제의 해석은 고전 논리의 해석이므로 이 문제는 전건 긍정 (모든 짝수 카드는 빨간색인지 확인해야 함) 및 후건 부정(모든 빨간색이 아닌 카드가 짝수가 아닌지 확인해야 함)을 사용하여 카드를 선택하여 해결할 수 있다.

## 해석
웨이슨의 연구에서 피험자의 10%도 올바른 해결책을 찾지 못했다. 이 결과는 1993년에 재현되었다.
1983년, 실험자들은 웨이슨 선택 과제의 성공이 상황에 따라 크게 달라진다는 것을 확인했지만 어떤 상황이 대부분 올바른 응답을 이끌어내고 어떤 상황이 대부분 잘못된 응답을 이끌어내는지에 대한 이론적 설명이 없었다.
진화심리학자 레다 코스미데스와 존 투비 (1992)는 사회적 관계의 맥락에서 제시될 때 선택 작업이 "정확한" 반응을 생성하는 경향이 있음을 확인했다. 다른 맥락에서 일련의 실험에서 피험자들은 혜택을 받을 자격이 있는 사람에게만 합법적으로 제공되는 혜택과 관련된 사회적 규칙을 감시하라는 요청을 받았을 때 일관되게 우수한 성과를 보였다. 사람들이 연습을 통해 사회적 교환의 규칙을 배우고 덜 친숙한 규칙보다 이러한 친숙한 규칙을 적용하는 것이 더 쉽다는 것과 같은 대안적인 설명을 실험자들이 배제했다고 주장했다.

## 같이 보기
- 인식
- 확증 편향
- 논리학